# Leonardo Rodrigues
Pour les articles homonymes, voir Rodrigues (homonymie).
Pour l’article ayant un titre homophone, voir Leonardo Rodriguez.
Leonardo Rodrigues (né le 20 juin 1978 à Belo Horizonte au Brésil) est un joueur de volley-ball brésilien. Il mesure 2,04 m et joue pointu.

## Clubs
| Club                 | Pays     | De        | À         |
| Minas Belo Horizonte | Brésil   | 1999-2000 | 2000-2001 |
| Vitoria Guimarães    | Portugal | 2001-2002 | 2001-2002 |
| Portomeo Madère      | Portugal | 2002-2003 | 2002-2003 |
| Marseille            | France   | 2003-2004 | 2003-2004 |
| GFCO Ajaccio         | France   | 2004-2005 | 2004-2005 |
| Taviano              | Italie   | 2005-2006 | 2005-2006 |

## Palmarès
- Championnat du Brésil : 
  - Vainqueur : 2000, 2001
- Coupe d'Italie A2 : 
  - Vainqueur : 2006